# علي المهندي
علي سعيد المهندي (مواليد 11 سبتمبر 1993، لاعب كرة قدم قطري يجيد اللعب في مركز الوسط مع نادي أم صلال.

## مسيرة اللاعب
لعب في نادي قطر ونادي الخور ونادي المرخية ونادي الشمال ونادي أم صلال.

## روابط خارجية
- علي المهندي على موقع Soccerway.com (الإنجليزية)